# Тужер
Тужер (угор. Tuzsér) — селище (надькьожег) в медье Саболч-Сатмар-Береґ в Угорщині.

## Населення
Займає площу 15,51 км², на якій проживає 3309 жителів (за даними 2010 року). За даними 2001 року, 75 % жителів селища — угорці, 25 % — цигани.

## Розташування
Тужер розташований на річці Тиса за 52 км на північний захід від міста Ньїредьгаза. Через селище проходить автодорога E573. В селищі є залізнична станція. Найближчі населені пункти — місто Мандок і село Тисабездед.